# Mammillaria hertrichiana
Mammillaria hertrichiana ist eine Pflanzenart aus der Gattung Mammillaria in der Familie der Kakteengewächse (Cactaceae). Das Artepitheton ehrt den US-Amerikaner und Kurator der Huntington Botanical Gardens in Kalifornien William Hertrich (1878–1966).

## Beschreibung
Mammillaria hertrichiana bildet größere Polster aus. Die abgeflachten, kugeligen, trüb grünen Triebe werden bis  zu 7 Zentimeter im Durchmesser groß. Die unregelmäßig kantigen Warzen enthalten reichlich Milchsaft. Die Axillen sind mit reichlich dichter Wolle und mit einigen Borsten besetzt. Die 4 bis 5 Mitteldornen sind nadelig, gerade, steif und braun. Die oberen sind 0,5 bis 1 Zentimeter lang, die unteren bis zu 2,5 Zentimeter lang. Die 12 bis 15 Randdornen sind weiß bis hellockerlich gefärbt mit zum Teil dunkler Spitze. Sie sind 0,3 bis 1 Zentimeter lang.
Die tief rosa bis purpurrosa farbenen Blüten sind bis zu 1 Zentimeter lang und erreichen einen Durchmesser von 1,8 Zentimeter. Die scharlachroten, keuligen Früchte werden bis zu 3 Zentimeter lang. Sie enthalten hellbraune Samen. 

## Verbreitung und Systematik
Mammillaria hertrichiana ist in den mexikanischen Bundesstaaten Sonora und Chihuahua verbreitet. 
Die Erstbeschreibung erfolgte 1945 durch Robert T. Craig.

## Nachweise